# Roma (Ascope)
Roma es una localidad peruana ubicada en el distrito de Casa Grande en la provincia de Ascope de la Región La Libertad. Se encuentra a unos 44 km al norte de la ciudad de Trujillo.

## Descripción
Se encuentra a unos 6 kilómetros de distancia de Casa Grande. Está ubicado en el Valle Chicama y sus tierras son en su mayor parte llanas, en forma de plano inclinado.